# Oenospila flavilinea
Oenospila flavilinea är en fjärilsart som beskrevs av W. Warren 1897. Oenospila flavilinea ingår i släktet Oenospila och familjen mätare. Inga underarter finns listade i Catalogue of Life.